# Nyayo Motor Corporation

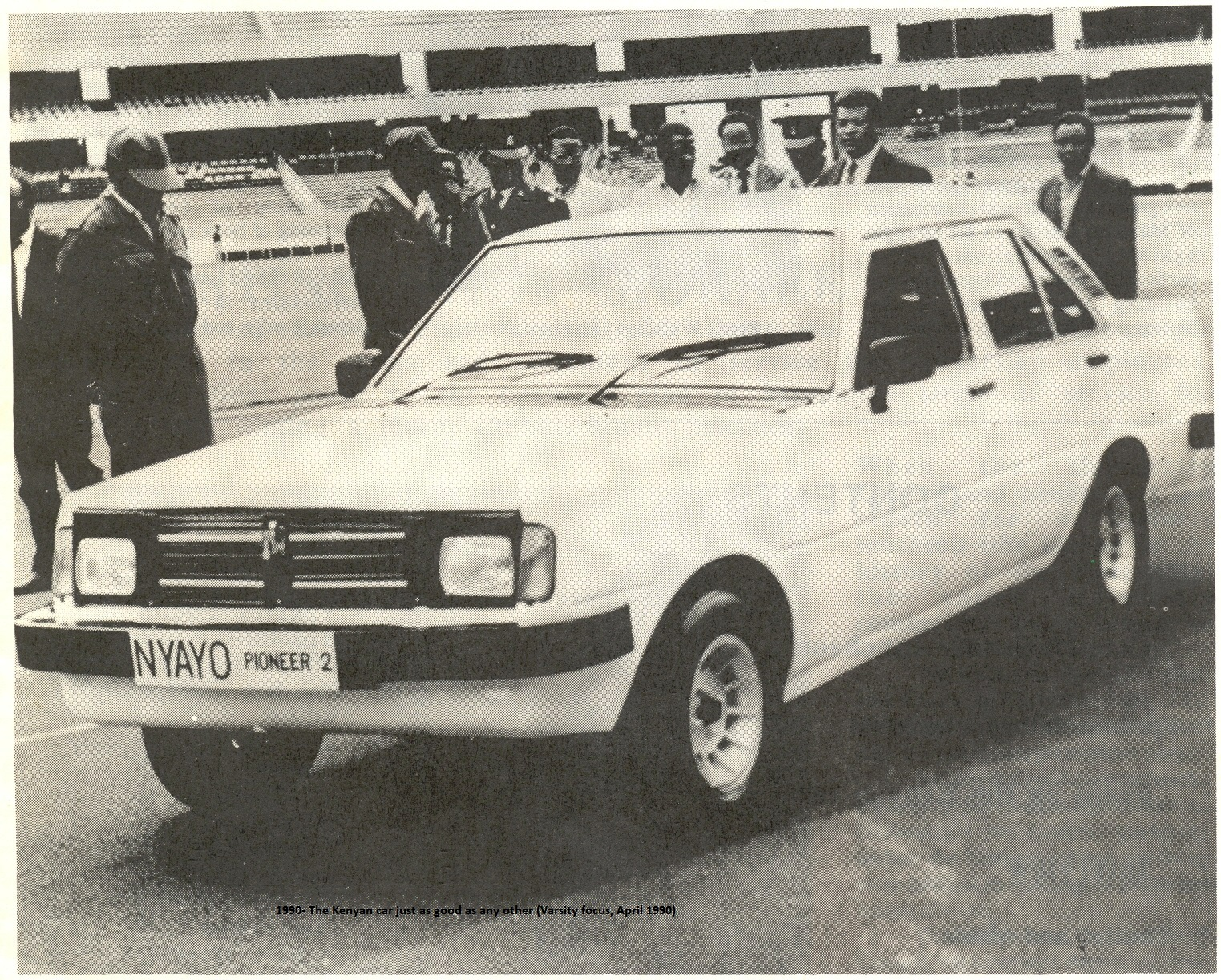
Nyayo

Nyayo Motor Corporation war ein Automobilhersteller aus Kenia mit Sitz in Nairobi.

## Beschreibung
Das Unternehmen startete zunächst als ein Regierungsprojekt unter der Leitung des Staatspräsidenten Daniel arap Moi. Er hatte 1986 der University of Nairobi den Auftrag gegeben, ein Pkw-Modell zu entwickeln- 1990 oder 1991 waren die ersten Fahrzeuge fertig. Eines wurde 1991 auf dem Kasarani Sports Complex präsentiert.
National Machining Complex setzte die Entwicklung fort. Dazu wurden Maschinen gekauft und ein Werk errichtet. Eine Serienproduktion fand nicht statt. Im Dezember 2000 wurde das Unternehmen aufgelöst. Im Februar 2003 wurde noch nach Investoren gesucht.
Insgesamt entstanden fünf Fahrzeuge.

## Modelle
Das einzige Modell war der Pioneer. Abbildungen zeigen viertürige Limousinen mit Stufenheck sowie einen Pick-up. Die Höchstgeschwindigkeit lag bei 120 km/h.